# USS Fletcher (DD-445)
El USS Fletcher (DD-445), llamado así por el almirante Frank Friday Fletcher, fue el primer destructor de la clase Fletcher. Sirvió en el Pacífico durante la Segunda Guerra Mundial, recibiendo quince estrellas de batalla por su servicio; luego sirvió en la guerra de Corea, ganado otras cinco estrellas de batalla.

## Construcción
Se comenzó a proyectar en 1940 por un requerimiento de la Armada de los Estados Unidos de embarcaciones más veloces y de mayor eslora, dado que los buques de la clase Benson que poseían se habían quedado obsoletos al comenzar la Segunda Guerra Mundial.
Fue botado en 1942 (el 3 de mayo) en el Federal Shipbuilding and Dry Dock Company de Kearny (Nueva Jersey). Fue asignado el 30 de junio del mismo año.
Posteriormente se encargó la construcción de 175 unidades gemelas que fueron terminados en once astilleros.

## Historia de servicio
De inmediato, entró en la batalla de Guadalcanal hundiendo a dos destructores japoneses y averiando al acorazado Hiei (luego hundido), en octubre de 1942. Luego en noviembre, durante la batalla de Tassafaronga, rescató tripulantes del acorazado USS Northampton.
El 13 de febrero de 1943 persiguió y hundió al submarino I-18. Luego continuó patrullas en las islas Salomón.
En 1944 prestó cobertura a la invasión de Leyte.
Finalizada la guerra, pasó a fuera de servicio en 1947. En 1949 regresó al servicio y, al año siguiente, el inicio de la guerra de Corea lo encontró junto al grupo del portaaviones USS Valley Forge. Participó de la invasión de Incheon (13-17 de septiembre).
La marina le dio el retiro el 1 de agosto de 1969. Fue vendido para su desguace en 1972.